# Jean-Baptiste Debret

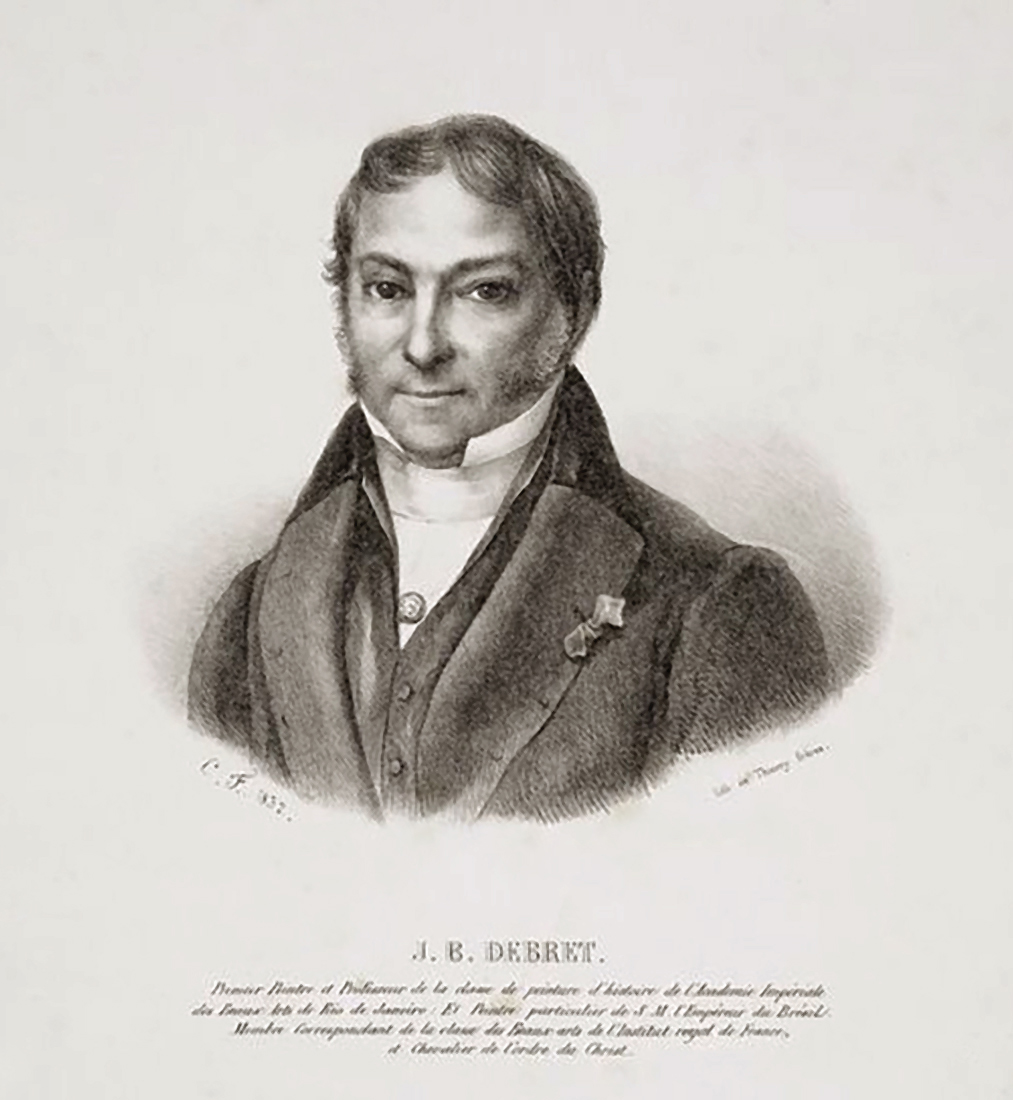
Selbstbildnis

Jean-Baptiste Debret (* 18. April 1768 in Paris; † 28. Juni 1848 ebenda) war ein französischer Maler, der für seine Lithographien der Menschen Brasiliens bekannt wurde.
Debret studierte an der École des Beaux-Arts in Paris, wo er Schüler von Jacques-Louis David war. Sein erster künstlerischer Erfolg war der zweite Preis beim Salon des beaux arts im Jahre 1798.
Er kam im März 1816 als Mitglied der Missão Artística Francesa (Französische Kunstmission) zum ersten Mal nach Brasilien. Dort sollte er in Rio de Janeiro eine Kunst- und Handwerks-Schule (Escola Real de Artes e Ofícios) unter der Schutzherrschaft des Königs Johann VI. und des Marquis von Marialva aufbauen. Die Schule wurde dann unter Kaiser Peter I. zur Kaiserlichen Akademie der Schönen Künste (Academia Imperial de Belas Artes) erhoben.
Als vom kaiserlichen Hof in Rio bevorzugter Maler wurde Debret des Öfteren beauftragt, deren Mitglieder zu porträtieren. Er richtete im Dezember 1822 sein Atelier an der Kaiserlichen Akademie ein und wurde dort ein geschätzter Lehrer. Im Jahre 1829 organisierte Debret die erste Kunstausstellung in Brasilien, die 1ª Exposição da Classe de Pintura Histórica da Imperial Academia das Bellas Artes, wo er viele seiner Werke und die seiner Schüler ausstellte.
Debret entwickelte recht schnell ein Interesse an Ethnographie und begann in der Periode zwischen 1816 und 1831, Szenen mit Bräuchen und sozialen Beziehungen der Brasilianer zu zeichnen. Er interessierte sich insbesondere für die Sklaven.
Debret kehrte 1831 nach Frankreich zurück, wo er Mitglied der Akademie der Schönen Künste wurde. Von 1834 bis 1839 veröffentlichte Debret seine monumentale Serie von drei Bänden mit Kupferstichen unter dem Titel Voyage pittoresque et historique au Brésil, ou Séjour d'un Artiste Français au Brésil (Eine malerische und historische Reise nach Brasilien, oder der Aufenthalt eines französischen Künstlers in Brasilien).
Gemeinsam mit den Werken des deutschen Malers Moritz Rugendas sind Debrets Arbeiten ein wichtiges graphisches Dokument über das Leben in Brasilien während der ersten Hälfte des 19. Jahrhunderts.

## Galerie

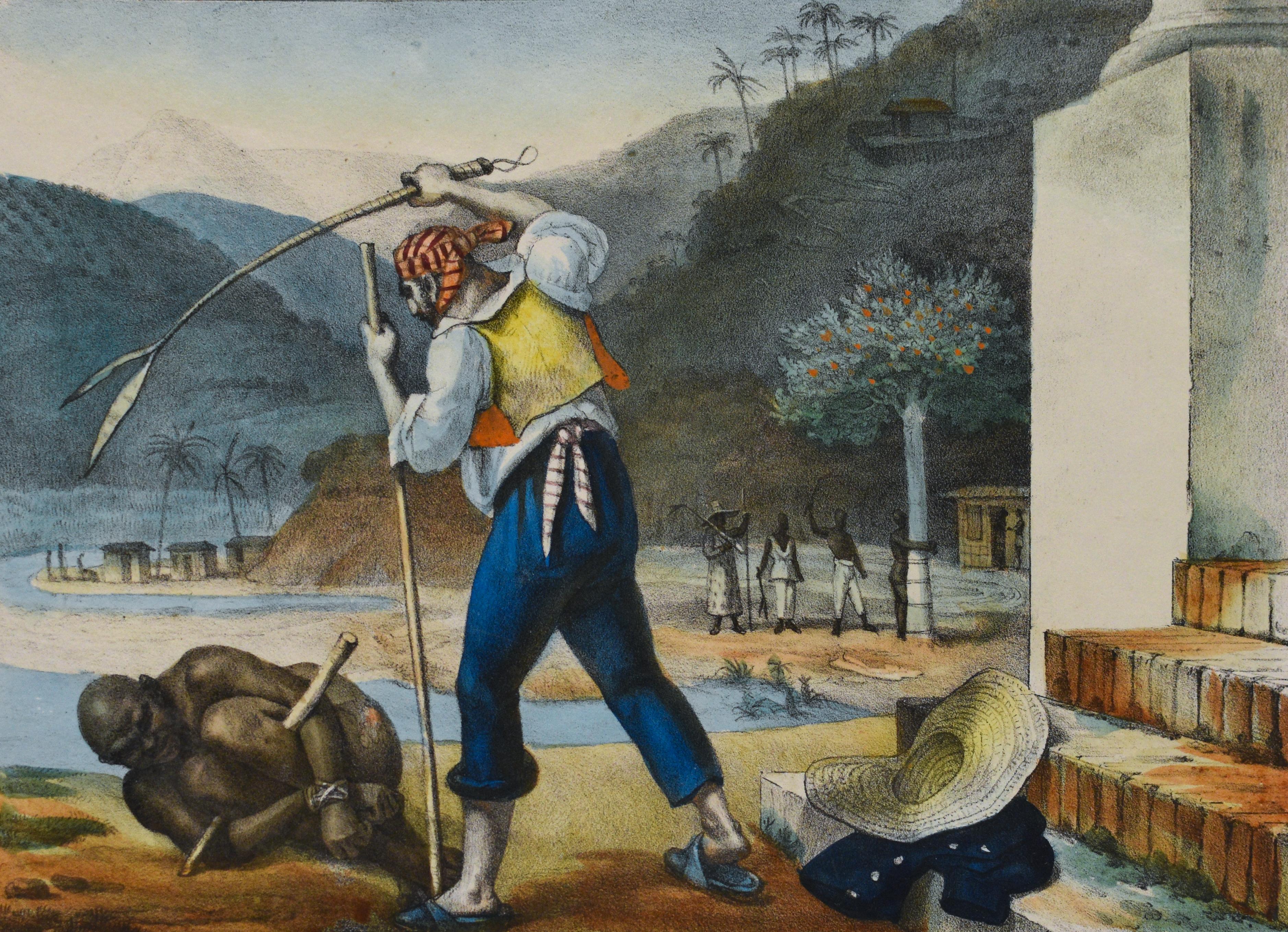
Bestrafung eines Sklaven durch einen Plantagenaufseher
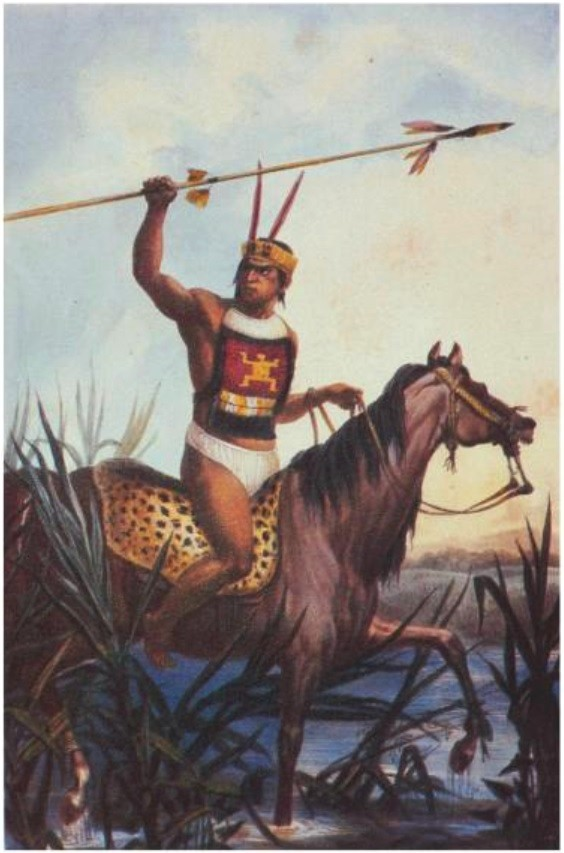
Charrúa-Krieger
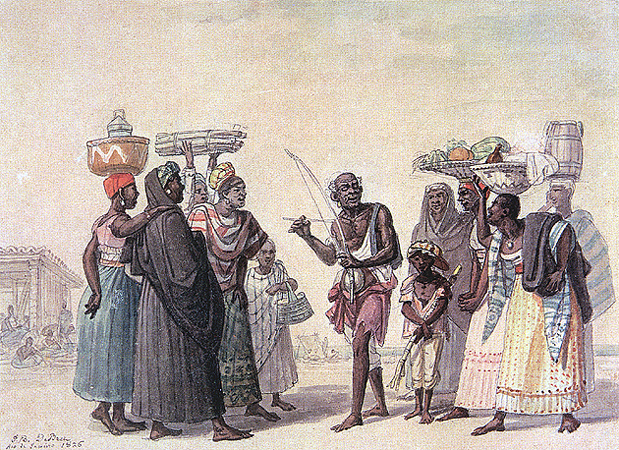
Spieler eines Musikbogens uruncungo
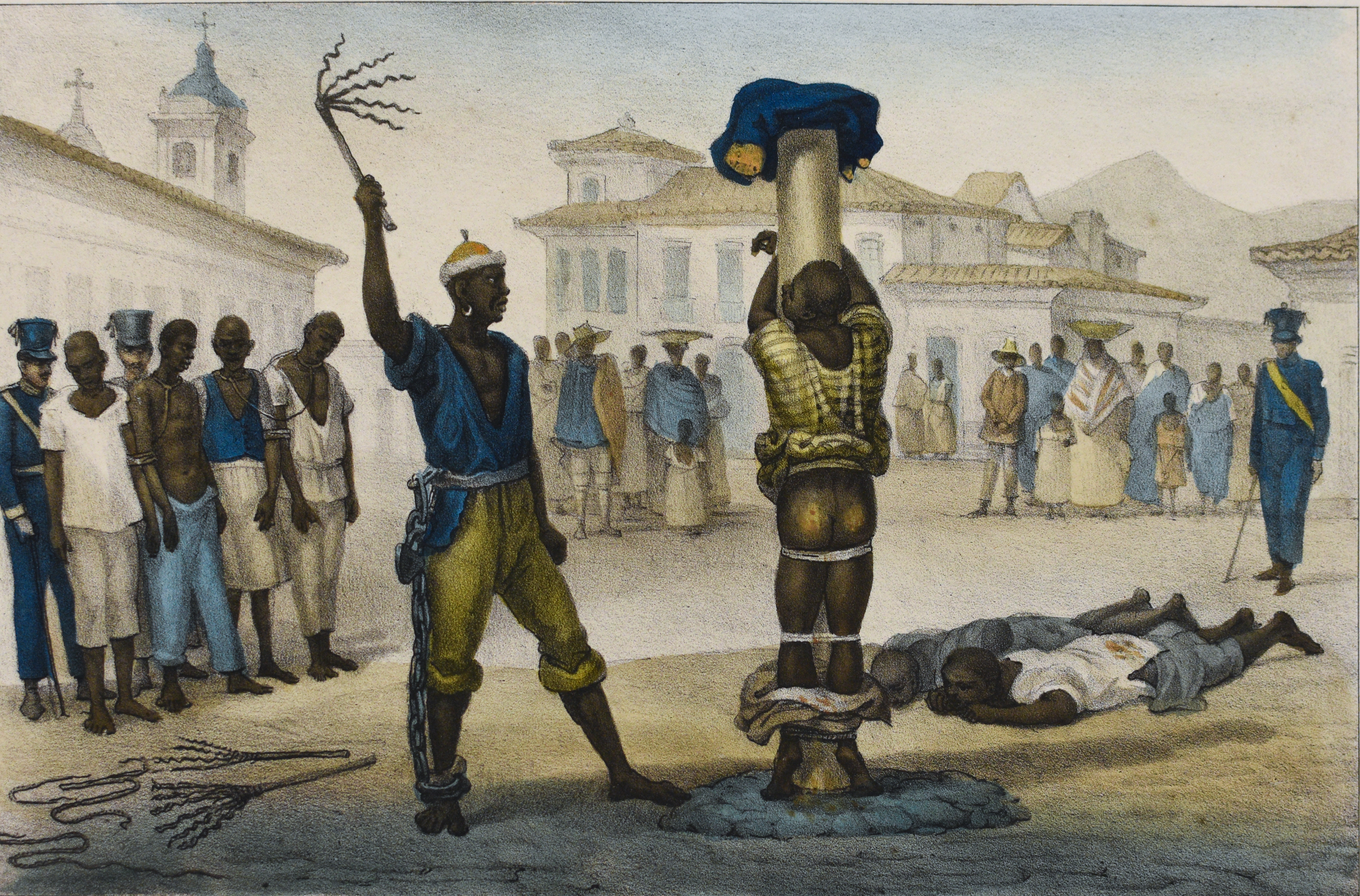
Auspeitschung
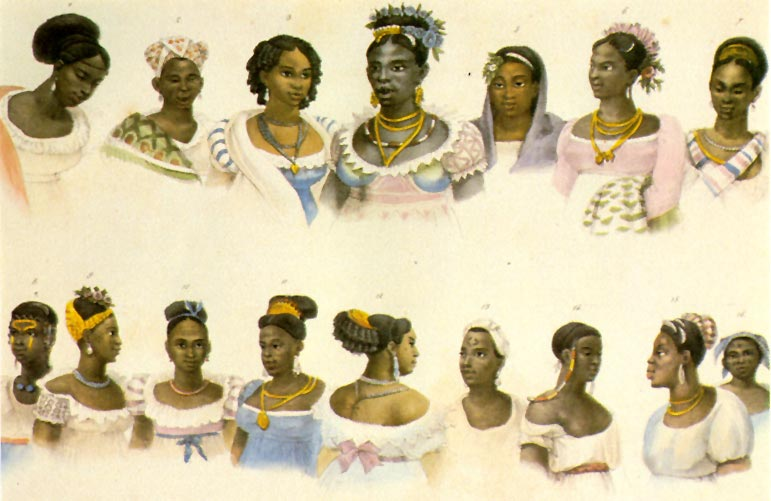
Schwarze Frauen
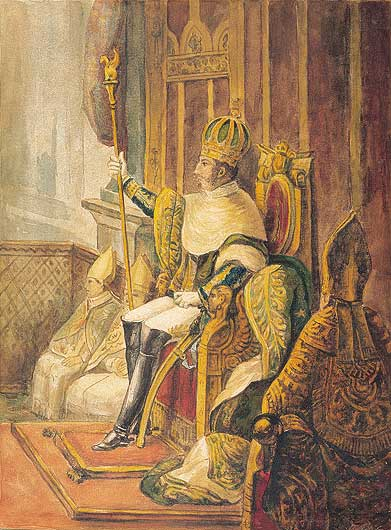
Krönung von Kaiser Peter I. von Brasilien
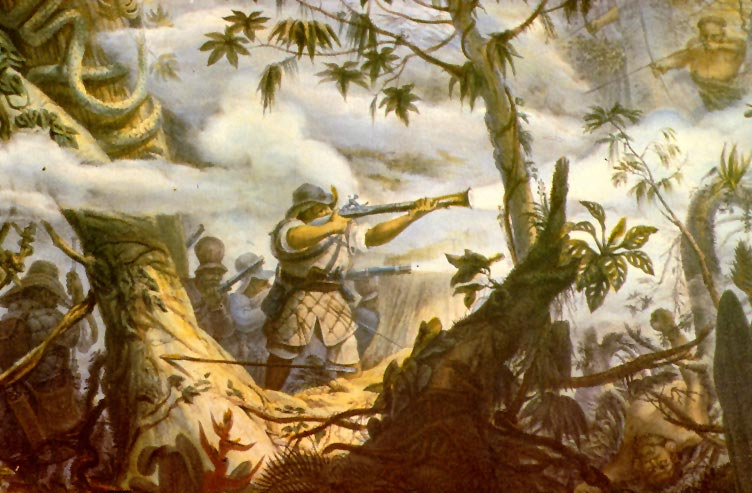
Indianische Soldaten
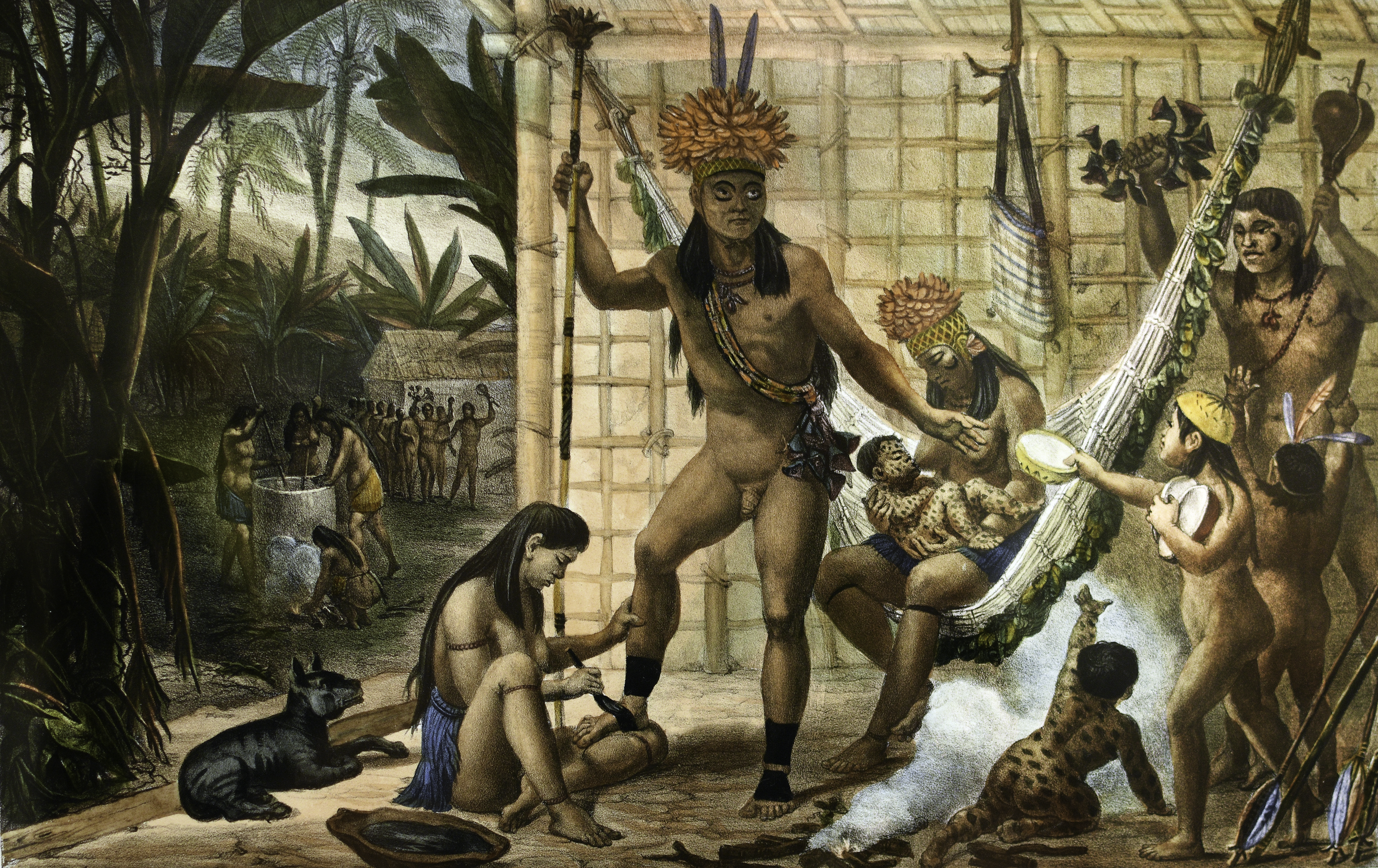
Die Familie eines Camacan-Häuptlings bereitet sich auf ein Fest vor